# Công xã Roma
Công xã La Mã hoặc Công Xã Rôma là (tiếng Ý: Comune di Roma) là một nỗ lực nhằm thiết lập một chính phủ giống như nền Cộng hòa La Mã cũ đối lập với quyền lực tạm thời của giới quý tộc cấp cao và các giáo hoàng bắt đầu từ năm 1144. Các nhà cách mạng thiết lập một thượng viện ngay trên tòa nhà Viện Nguyên Lão cổ xưa và chia Roma thành mười bốn khu, mỗi khu bầu bốn nghị viên với tổng số 56. Số nghị viên này được coi là những nghị viên thực sự đầu tiên kể từ thế kỷ 7 (tên gọi nghị viên đã trở thành một chức danh phụ vô nghĩa của giới quý tộc từ sau đó), đã bầu lãnh đạo của họ là Giordano Pierleoni, con trai của chấp chính quan Pier Leoni với danh hiệu patrician (quý tộc), bởi vì chấp chính quan cũng là một phong cách quý tộc phản kháng.
Theo một mô thức trở nên quen thuộc trong các cuộc đấu tranh công xã giữa phe Giáo hoàng và phe Hoàng đế (gọi là Guelf và Ghibellin), công xã đã tuyên bố trung thành với quyền lực xa hơn, trong trường hợp này là Hoàng đế La Mã Thần thánh và bắt đầu đàm phán với Giáo hoàng Lucius II vừa mới được bầu chọn, yêu cầu ông từ bỏ quyền lực tạm thời và đảm nhận chức vụ với chức năng của một linh mục. Lucius tập hợp lực lượng và tấn công thành Roma, nhưng vệ binh Cộng hòa đã đẩy lùi quân đội của ông và chính Giáo hoàng cũng tử nạn khi bị một hòn đá ném trúng vào đầu.
Người kế nhiệm ông là Giáo hoàng Eugene III đã không thể làm lễ tôn phong trong thành phố do cuộc kháng cự, nhưng cuối cùng đã đi đến một thỏa thuận với chính quyền dân sự mới, khiến Pierleoni bị lật đổ và Giáo hoàng quay trở về Roma vào ngày Lễ Giáng Sinh năm 1145; tuy nhiên đến tháng 3 năm 1146 ông lại phải ra đi. Mãi đến năm 1148 mới trở lại và rút phép thông công Arnold xứ Brescia, một nhà lý luận chính trị đã tham gia công xã về sau trở thành nhà lãnh đạo tài trí của họ.
Giáo hoàng sống ở Tusculum từ năm 1149 và không được lập làm Giáo hoàng ở Roma cho đến tận năm 1152. Sự tồn tại của nước Cộng hòa chỉ là nhất thời đến khi người kế nhiệm của Eugene là Giáo hoàng Adrian IV đã thuyết phục Hoàng đế Frederick Barbarossa cầm quân chinh phạt thành phố. Arnold bị Tòa Thánh bắt giữ, kết án và xử treo cổ vào năm 1155. Thi thể của ông bị đốt thành tro bụi rồi ném xuống sông Tiber.
Năm 1188, không lâu sau khi kế vị, Giáo hoàng Clement III đã thành công khi làm dịu đi cuộc xung đột cũ kéo dài nửa thế kỷ giữa các giáo hoàng và công dân thành Roma với Hiệp ước Concord, theo đó công dân được phép bầu pháp quan của mình với quyền tuyên chiến và chủ hòa, chức Quận trưởng được Hoàng đế và Giáo hoàng chỉ định thì có chủ quyền đối với vùng lãnh thổ của mình.
Từ năm 1191 đến 1193, dưới sự giảm bớt triệt để số lượng nghị viên từ hàng chục xuống còn một người duy nhất, thành phố được cai trị bởi một Benedetto nhất định gọi là Carus homo (carissimo) thành summus senator, kể từ đó Roma đã có quy chế thành phố tự trị đầu tiên. Sau này, mặc dù thành phố lại nằm dưới sự kiểm soát của Giáo hoàng, chính phủ dân sự chẳng bao giờ trực tiếp nằm trong tay giới quý tộc cấp cao và Tòa Thánh. Một nỗ lực sau này nhằm khôi phục lại thể chế Cộng hòa của chính phủ tại Roma có sự cộng tác đắc lực với nhà lãnh đạo cách mạng Cola di Rienzo.

## Trận chiến
- 1145 - Trận chiến chống lại Tivoli, Ý
- 1167 - Trận Monte Porzio chống lại Hoàng đế La Mã Thần thánh, Tusculum và Albano Laziale
- 1170 - Tiêu diệt Albano Laziale
- 1191 - Tiêu diệt Tusculum